# Kosmos 2331
Kosmos 2331, ruski izviđački satelit (fotoizviđanje visoke razlučivosti) iz programa Kosmos. Vrste je Jantar-4K2 (Kobaljt br. 549).
Lansiran je 14. ožujka 1996. godine u 17:40 s kozmodroma Pljesecka u Rusiji. Lansiran je u nisku orbitu oko planeta Zemlje raketom nosačem Sojuz-U 11A511U. Orbita mu je bila 179 km u perigeju i 331 km u apogeju. Orbitna inklinacija bila mu je 67,13°. Spacetrackov kataloški broj je 23818. COSPARova oznaka je 1996-016-A. Zemlju je obilazio u 89,60 minuta. Pri lansiranju bio je mase 6600 kg. 
Sletio je na Zemlju 11. lipnja 1996. godine. Donio je dva filma u dvjema malim kapsulama SpK tijekom misije s glavnom kapsulom na dovršetku misije.
Iz iste misije dva su se dijela odvojila. Prvi, 11S510, Spacetrackova kataloškog broja 23819 i Cosparove oznake 1996-016-B, ostao je kružiti u orbiti 160 x 320, na inklinaciji od 67,13°, obilazeći Zemlju u 89,31 minutu. Vratio se u atmosferu 20. ožujka 1996. godine. Drugi, dio Kobaljtova AO, Spacetrackova kataloškog broja 23909 i Cosparove oznake 1996-016C, ostao je kružiti u orbiti 152 x 246, na inklinaciji 67,12°, obilazeći Zemlju u 88,47 minuta. Vratio se u atmosferu 12. lipnja 1996. godine.

## Vanjske poveznice
- N2YO.com Search Satellite Database
- Celes Trak SATCAT Format Documentation (engl.)
- Kunstman  Arhivirana inačica izvorne stranice od 12. kolovoza 2019. (Wayback Machine) Satellites in Orbit (engl.)